# San Juan Cosalá
San Juan Cosalá är en ort i Mexiko.   Den ligger i kommunen Jocotepec och delstaten Jalisco, i den centrala delen av landet, 400 km väster om huvudstaden Mexico City. San Juan Cosalá ligger 1 536 meter över havet och antalet invånare är 6 319.
Terrängen runt San Juan Cosalá är kuperad norrut, men söderut är den platt.  Trakten runt San Juan Cosalá är nära nog obefolkad, med mindre än två invånare per kvadratkilometer. Närmaste större samhälle är Chapala, 15,6 km öster om San Juan Cosalá.